# 工农学生和人民阵线
工农学生和人民阵线（西班牙語：Frente Obrero Campesino Estudiantil y Popular，缩写为FOCEP）是秘鲁的一个共产主义政党，包含毛主义者和托洛茨基主义者。1977年，它作为一个政党联盟成立，创始成员有：以赫纳罗·莱德斯马·伊斯基耶塔为首的团体、社会主义工人党、秘鲁共产党—红旗和革命马克思主义工人党。它参加了1978年秘鲁制宪议会选举。后来，它改组为政党，但只有莱德斯马领导的团体参与。它独自参加了1980年秘鲁大选，并分别在1985年秘鲁大选和1990年秘鲁大选中与联合左翼联合竞选。它与朝鲜劳动党保持良好关系，并签署了1992年的《平壤宣言》。